# Hazelwood House

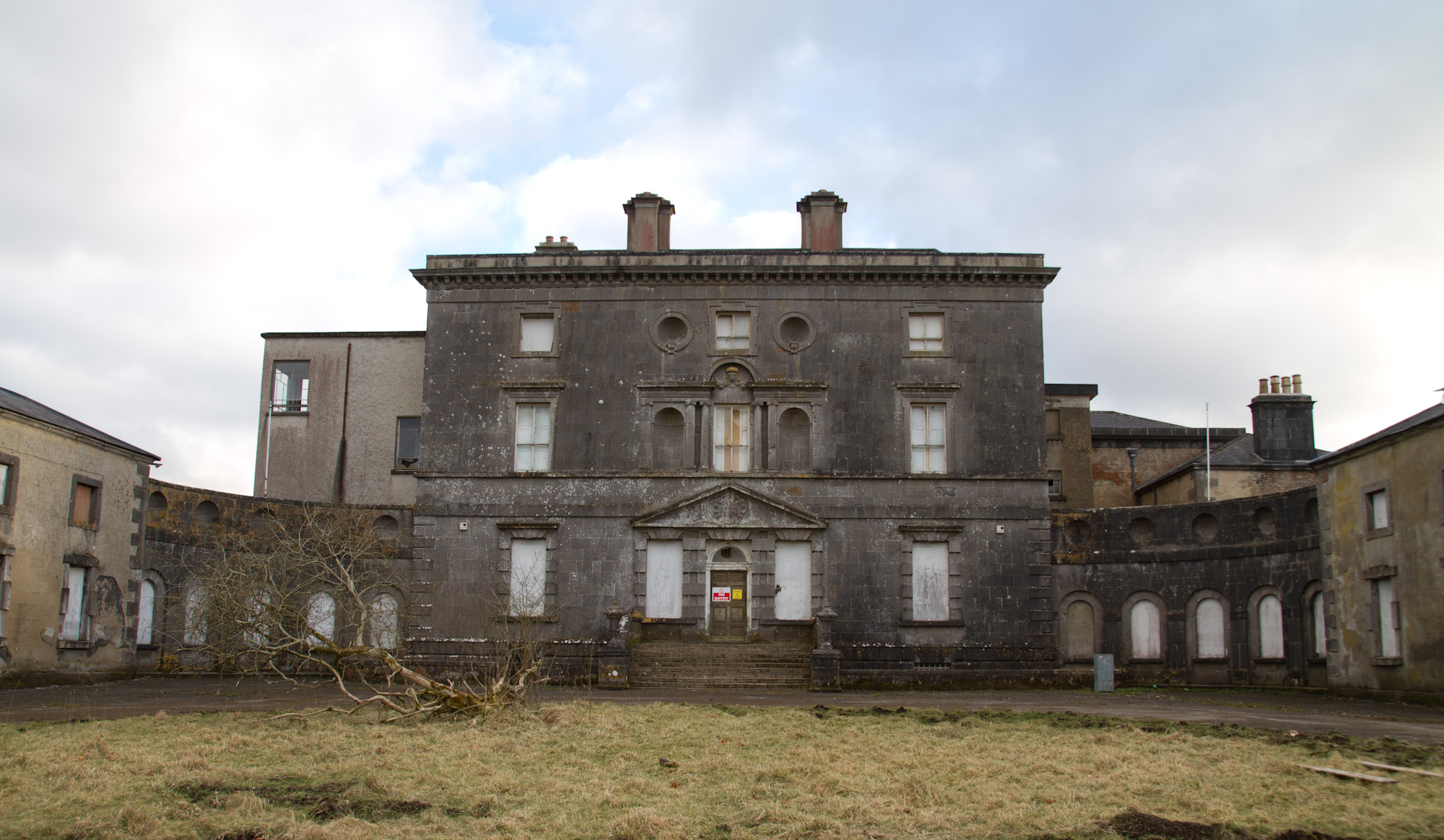
Hazelwood House, 2011

Hazelwood House (irisch Teach an Eanaigh) ist ein Landhaus auf einem 70 Hektar großen Anwesen in der Gemeinde Calry etwa 2 km südöstlich von Sligo im irischen County Sligo. Das in palladianistischem Stil erbaute Haus aus dem 18. Jahrhundert wird als einer der am meisten vernachlässigten Schätze des County Sligo beschrieben. Nicht nur in architektonischer Hinsicht, sondern auch aus sozialer und geschichtlicher Sicht, ist das Haus bedeutend.
Hazelwood House liegt auf einer Halbinsel im Lough Gill östlich von Sligo. Von dem Haus auf dem bewaldeten Anwesen hat man einen guten Blick auf den Ben Bulben im Norden. Das ursprünglich 6000 Hektar große Anwesen (Hazelwood Demesne) wurden auf 32,4 Hektar reduziert.

## Beschreibung

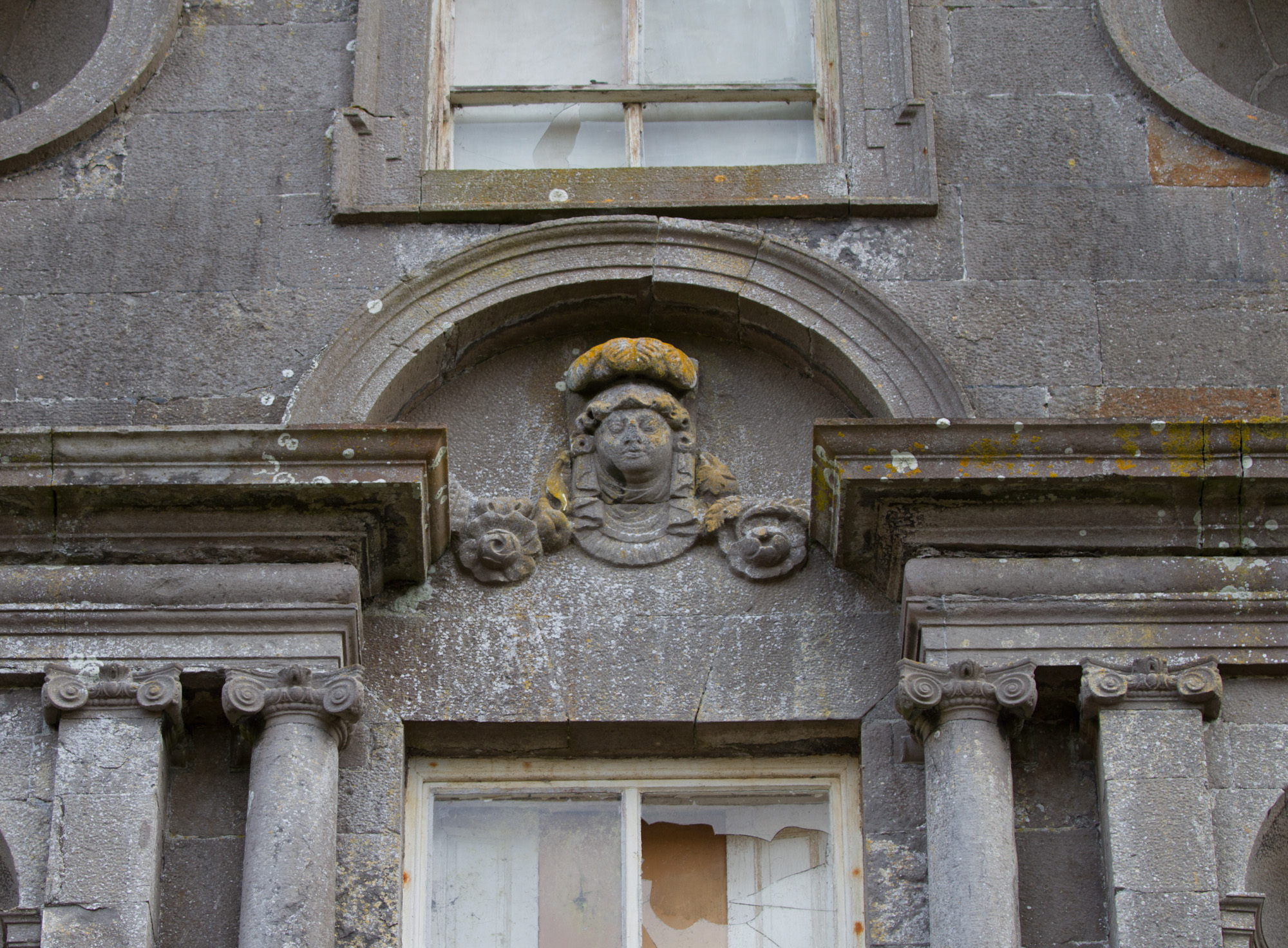
Mittelfenster im 1. Obergeschoss

Hazelwood House war das erste palladianistische Haus in Irland; es wurde um 1730 von Richard Cassels, dem Architekten, der auch Leinster House, Powerscourt House und Russborough House plante, entworfen.
Es besteht aus einem Hauptblock mit 5 x 3 Jochen und drei Stockwerken, sowie zweistöckigen Anbauten auf beiden Seiten mit einstöckigen Verbindungsstücken. Das Gebäude ist aus Kalk-Werkstein erbaut und hat Schieferdächer.
Seit seiner Fertigstellung musste das Haus viele Jahrzehnte Vernachlässigung und Veränderungen über sich ergehen lassen. So wurde z. B. in den 1870er-Jahren ein zweistöckiger Anbau mit drei Jochen im Westen an den Hauptblock angebaut. Die Haupttreppe wurde in den 1950er-Jahren entfernt und durch eine Betontreppe ersetzt. Eine Reihe von Kaminumrandungen wurde durch Kopien ersetzt.

## Geschichte
Der ursprüngliche Name der Gegend, „Annagh“ (irisch Eanach), bedeutet „Sumpf“. Mit ihm wurde das Land bezeichnet, das den Lords O’Conor Sligo (irisch Ó Conchobhair Sligigh) des Territoriums Cairbre Drom Cliabh gehörte.
Es gab eine Burg der O’Conors, die laut O’Rorke (1889) am Castle Point am Lough Gill südlich des heutigen Hauses lag.
Dieses Gebiet gehörte den O’Conors das gesamte Mittelalter hindurch und fiel dann Anfang des 17. Jahrhunderts an den Kaufmann Andrew Crean und dann an den Lord William Strafford.
1635, während der Planung für die abgesagte Plantation von Connacht, kaufte Sir Phillip Perceval das Anwesen als Schattenkäufer für Lord Deputy Wentworth und Sir George Radcliffe. Später wurde behauptet, Perceval hätte O’Conor ausgetrickst, indem er angab, dass das Anwesen der Krone gehöre und im Rahmen der Plantation besiedelt würde, ohne dass O’Conor dafür eine Entschädigung erhielte. Die dadurch hervorgerufenen Feindseligkeiten waren der Grund für die Beteiligung des niederen Adels von Sligo an der Rebellion von 1641.
1687 fiel das Anwesen an Thomas Wilson und 1722 an die Wynnes.

### Die Familie Wynne
Generalleutnant Owen Wynne, ein Nachkomme der walisischen Familie Wynne aus Merionethshire, kaufte das Anwesen 1722. Zusätzlich zu den 5800 Hektar des Anwesens beinhaltete der Kaufgegenstand auch umfangreiche Grundstücke in den Vororten von Sligo, zusammen mit den Rechten, Ausstellungen und Märkte abzuhalten und Straßenbenutzungsgebühren zu erheben.
Nach seinem Tod 1737 fiel das Anwesen an seinen Neffen, der ebenfalls Owen Wynne hieß, Armeeoffizier war und von 1686 bis 1755 lebte. Ihm folgte sein Sohn nach, ein weiterer Owen Wynne, 1723 und 1745 High Sheriff of Sligo war. Dann fiel das Haus an den Sohn des Letzteren, der nach der Familientradition wiederum Owen Wynne hieß, von 1723 bis 1789 lebte und Parlamentsabgeordneter für das County Sligo und Mitglied des „Irish Privy Council“ war. Dessen ältester Sohn, der fünfte Owen Wynne, lebte von 1755 bis 1841, erbte das Haus nach dem Tod seines Vaters und war ebenfalls Parlamentsabgeordneter für das County Sligo und High Sheriff. Ihm folgte wiederum sein Sohn John Arthur Wynne (1801–1865) nach; er war Parlamentsabgeordneter für das Gebiet Sligo und im Jahre 1840 High Sheriff. Der sechste Owen Wynne (1843–1910) war John Arthurs Sohn und Erbe, sowie Sheriff im Jahre 1874.
Der sechste Owen Wynne war der letzte Wynne, der in Hazelwood House wohnte; er starb 1910 ohne männlichen Erben. Seine Tochter Murial und ihr Gatte Philip Dudley Percival lebten dann in dem Haus. Sie verkauften nach und nach das Vieh und die Landmaschinen und verließen Hazelwood House schließlich 1923.

### Jüngste Geschichte

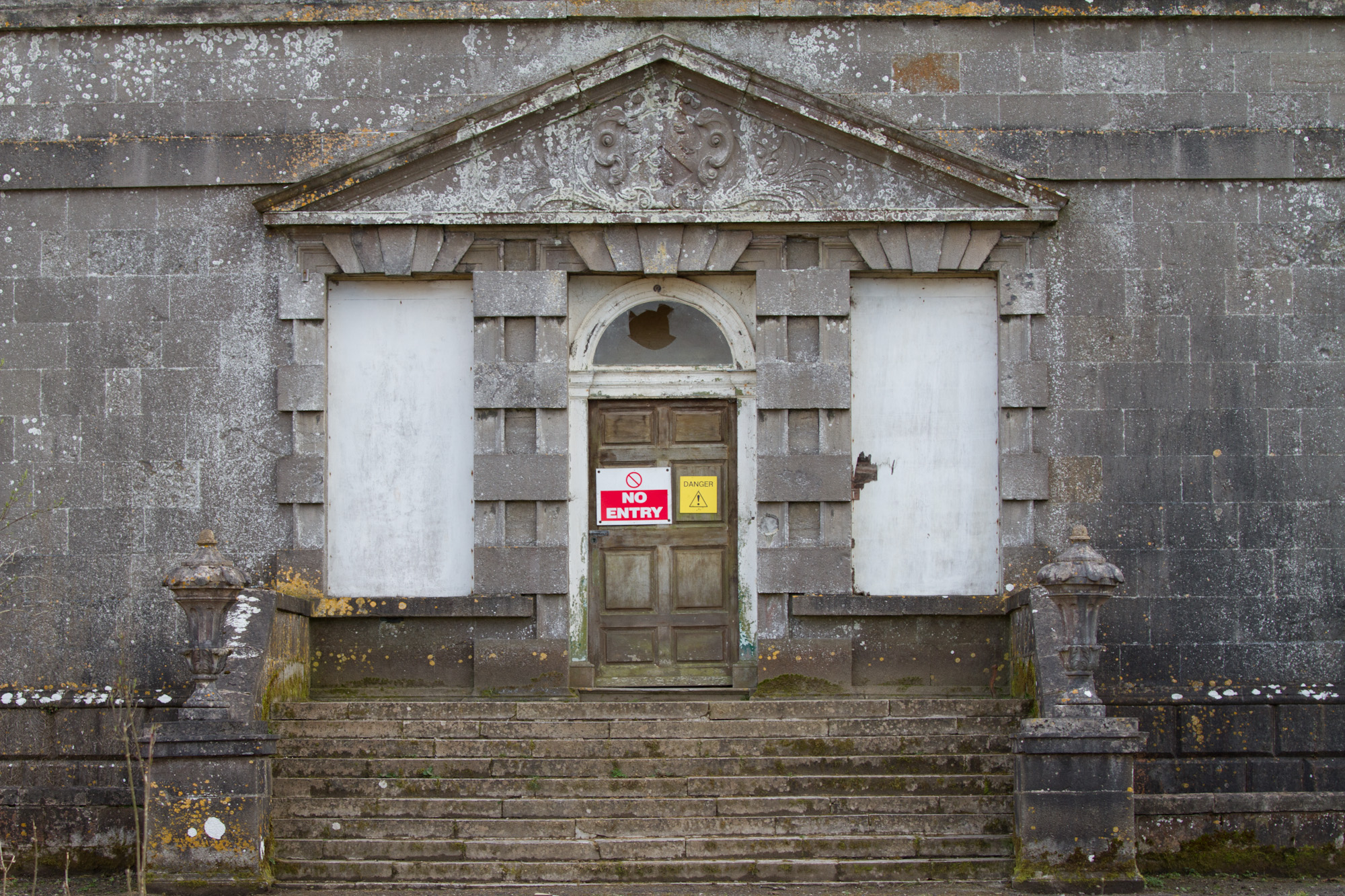
Der verriegelte Eingang zu Hazelwood House 2011

Das Haus stand dann bis 1930 leer, dann lebte ein pensionierter Teepflanzer namens Berridge dort und ließ Reparaturen und Renovierungen an dem Haus ausführen, bis er es zusammen mit dem Anwesen 1937 an die „Land Commission“ und das Staatliche Forstdepartment verkaufte.
1940 war in Hazelwood House die 12. Radfahrerschwadron der irischen Armee untergebracht; das Haus war bis Januar 1945 ihre Kaserne.
1946 wurde das Anwesen an das Gesundheitsministerium zur Nutzung als psychiatrisches Krankenhaus verkauft.
Um 1969 wurde das Haus erneut verkauft, diesmal an die italienische Firma SNIA S.p.A., die es als Teil ihrer Nylongarnproduktion nutzte, die sie hinter dem Haus aufbaute. Die Fabrik wurde 1983 geschlossen und 1987 von der südkoreanischen Firma SeaHan Media aufgekauft, die auf dem Gelände bis 2005 Videokassetten herstellte.
Das Anwesen wurde im April 2006 für zwischen 7 und 10 Millionen Euro an ein örtliches Konsortium, „Foresthaze Developments“, verkauft. Es beantragte 2007 eine Genehmigung zur Überplanung des Anwesens. Die Genehmigung wurde aber von der Grafschaftsverwaltung verweigert und den Eigentümern auferlegt, das Mauerwerk des Gebäudes zu reparieren, damit dessen Erhaltung gesichert sei.
Das seit 1987 leere Gebäude ist heute mit Brettern vernagelt und befindet sich in schlechtem Bauzustand. Einige Gemeindemitglieder wollen Hazelwood House und sein Anwesen renoviert und als Touristenanlage ausgebaut sehen.
Über „Foresthaze Developments“ wurde im Oktober 2013 das Vergleichsverfahren eröffnet.
2019 wurde auf dem Grundstück die „Lough Gill Distillery“ eröffnet.